# Kurt Nachmann
Kurt Nachmann (né le 13 mai 1915 à Vienne, mort le 4 mars 1984 dans la même ville) est un scénariste, réalisateur et acteur autrichien.

## Biographie
Après des études à l'université, il choisit d'apprendre la comédie auprès de Rudolf Beer (de). En 1935, il fait ses débuts au théâtre allemand de Brno. Il revient à Vienne deux ans plus tard et est membre des cabarets Der liebe Augustin et Literatur am Naschmarkt (de). Il se consacre de plus en plus à être auteur et se fait un nom dans les cabarets et les théâtres.
Après la fondation du cabaret Wiener Werkel en 1938, il écrit en se faisant représenter par Fritz Eckhardt qui est sûr de ne pas avoir des origines juives ; les autres auteurs sont Rudolf Weys (de) et Franz Paul. Le parti nazi impose son idéologie, le cabaret est opprimé, les pièces sont censurées ou interdites.
Au cinéma, il fait de la figuration jusqu'en 1954, quand le réalisateur Franz Antel l'engage comme scénariste. Ils forment un duo qui a du succès. Nachman livre, souvent en collaboration avec d'autres auteurs, un grand nombre de comédies de quiproquos et de films romantiques, tournés par Antel et d'autres réalisateurs autrichiens. Plus tard, il porte des comédies érotiques comme l'histoire de Josefine Mutzenbacher.
Nachmann écrit aussi les textes de nombreuses chansons de films. La plus connue est Mariandl dans Der Hofrat Geiger qui sera reprise dans les remakes. Il écrit aussi Die Lindenwirtin vom Donaustrand.
Malgré son grand travail d'écriture, Nachmann trouve aussi le temps d'être réalisateur et acteur au théâtre, au cinéma et pour la télévision.

## Filmographie

### En tant que scénariste
- 1954 : Die Fuchsjagd (TV)
- 1955 : Ja, so ist das mit der Liebe
- 1955 : Heimatland
- 1955 : Symphonie in Gold
- 1955 : Sonnenschein und Wolkenbruch
- 1955 : Le Congrès s'amuse
- 1956 : La Fortune sourit aux vagabonds
- 1956 : Wenn wir alle Engel wären (de)
- 1956 : Lügen haben hübsche Beine
- 1956 : Kaiserjäger
- 1956 : Mariés pour rire
- 1957 : Wien, du Stadt meiner Träume
- 1957 : Le Chant du bonheur
- 1957 : Die unentschuldigte Stunde
- 1957 : Die Lindenwirtin vom Donaustrand
- 1957 : Vacances au Tyrol
- 1957 : Das Glück liegt auf der Straße
- 1957 : Der Jungfrauenkrieg
- 1957 : Vier Mädels aus der Wachau
- 1958 : Zirkuskinder
- 1958 : Man müßte noch mal 20 sein
- 1958 : Hoch klingt der Radetzkymarsch
- 1959 : Dans les griffes du tigre
- 1959 : Der Schatz vom Toplitzsee
- 1959 : Zwölf Mädchen und ein Mann (de)
- 1959 : Melodie und Rhythmus
- 1960 : Weit ist der Weg (de)
- 1960 : La Reine des pirates
- 1960 : Glocken läuten überall
- 1961 : Im schwarzen Rößl
- 1961 : Nummer 66
- 1961 : Nur der Wind
- 1961 : … und du mein Schatz bleibst hier
- 1962 : Drei Liebesbriefe aus Tirol
- 1962 : …und ewig knallen die Räuber
- 1962 : Sing, aber spiel nicht mit mir
- 1962 : Die Kaiserin (TV)
- 1963 : Les filles aiment ça !
- 1963 : Mit besten Empfehlungen
- 1963 : Jack und Jenny
- 1963 : Ist Geraldine ein Engel?
- 1963 : Die ganze Welt ist himmelblau
- 1963 : Im singenden Rößl am Königssee
- 1964 : Un cœur plein et les poches vides
- 1964 : Happy-End am Wörthersee (de)
- 1964 : Das hab ich von Papa gelernt
- 1964 : Marika, un super show
- 1964 : Liebesgrüße aus Tirol
- 1965 : Ruf der Wälder
- 1965 : Comte Bobby, la terreur du Far West (de)
- 1965 : Ferien mit Piroschka
- 1965 : Belles d'un soir
- 1966 : 00Sex am Wolfgangsee
- 1966 : Comment séduire un play-boy en l'an 2000 (Bel Ami 2000 oder Wie verführt man einen Playboy?) de Michael Pfleghar
- 1966 : Razzia au F.B.I.
- 1967 : Mieux vaut faire l'amour
- 1967 : Le Grand Bonheur
- 1967 : Mittsommernacht
- 1968 : Oui à l'amour, non à la guerre
- 1968 : Otto ist auf Frauen scharf
- 1968 : La Tour de Nesle
- 1969 : L'Auberge des plaisirs
- 1969 : Les Vierges folichonnes
- 1969 : Confessions d'un bigame
- 1969 : Unser Doktor ist der Beste (de)
- 1969 : Les Petites chattes se mettent au vert
- 1969 : Klassenkeile
- 1969 : Charley’s Onkel (de)
- 1969 : Les petites chattes sont toutes gourmandes
- 1970 : Frau Wirtin bläst auch gern Trompete
- 1970 : Wenn die tollen Tanten kommen (de)
- 1970 : Frau Wirtin treibt es jetzt noch toller
- 1970 : Der Querulant (TV)
- 1970 : Wenn du bei mir bist (de)
- 1970 : Musik, Musik – da wackelt die Penne (de)
- 1970 : L'Entrejambe
- 1971 : Josefine Mutzenbacher II – Meine 365 Liebhaber (de)
- 1971 : Wenn mein Schätzchen auf die Pauke haut (de)
- 1971 : Die nackte Gräfin
- 1971 : Je suis une vicieuse
- 1971 : Kinderarzt Dr. Fröhlich
- 1972 : Außer Rand und Band am Wolfgangsee
- 1972 : Mensch ärgere dich nicht (de)
- 1972 : Trubel um Trixie (de)
- 1972 : Der Schrei der schwarzen Wölfe (de)
- 1973 : Das Wandern ist Herrn Müllers Lust
- 1973 : Frau Wirtins tolle Töchterlein
- 1973 : Blau blüht der Enzian (de)
- 1974 : Evelyne
- 1976 : Das chinesische Wunder
- 1977 : Vanessa
- 1980 : Der Bockerer

Sous le pseudonyme de Johannes Weiss
- 1971 : Wer zuletzt lacht, lacht am besten (de)
- 1973 : Die blutigen Geier von Alaska
- 1973 : Die Zwillinge vom Immenhof (de)
- 1974 : Frühling auf Immenhof (de)
- 1974 : Zwei himmlische Dickschädel

Sous le pseudonyme de Fred Wagner
- 1972 : Les Émotions particulières

### En tant que réalisateur
- 1962 : Chante mais ne joue pas avec moi (de) (Sing, aber spiel nicht mit mir)
- 1963 : Les filles aiment ça ! (Das haben die Mädchen gern)
- 1963 : Mit besten Empfehlungen
- 1970 : L'Entrejambe ou Jeunes Filles sans voile (Josefine Mutzenbacher)
- 1971 : Un homme par jour (de) (Josefine Mutzenbacher II – Meine 365 Liebhaber)
- 1971 : La Marquise de Sade (Die nackte Gräfin)
- 1971 : Je suis une vicieuse (de) (Mache alles mit)
- 1971 : Le Spécialiste des cœurs (Kinderarzt Dr. Fröhlich)
- 1972 : Les Émotions particulières (de) (Auch fummeln will gelernt sein)
- 1974 : Evelyne ou Le corps a ses désirs ou Le Baisouilleur (Er war besonders wertvoll für die Damen  ou Ein echter Hausfrauenfreund ou Evelyn der Prostitut)[1]

### En tant qu'acteur
- 1946 : Glaube an mich
- 1947 : Die Welt dreht sich verkehrt
- 1954 : Rosen aus dem Süden
- 1955 : Ja, so ist das mit der Liebe
- 1956 : Mariés pour rire
- 1961 : Nummer 66
- 1962 : Sing, aber spiel nicht mit mir
- 1964 : Frühstück mit dem Tod
- 1967 : Mittsommernacht
- 1971 : Kinderarzt Dr. Fröhlich
- 1971 : Die Kompanie der Knallköppe (de)
- 1972 : Immer Ärger mit Hochwürden
- 1972 : Meine Tochter – deine Tochter (de)
- 1972 : Trubel um Trixie
- 1980 : Der Bockerer
- 1980 : Ringstraßenpalais (TV)

## Source de la traduction
- (de) Cet article est partiellement ou en totalité issu de l’article de Wikipédia en allemand intitulé « Kurt Nachmann » (voir la liste des auteurs).